# Diego Menéndez de Valdés
Diego Menéndez de Valdés   (Gijón, 1533 - Capitania General de Puerto Rico, 1596) va ser un administrador espanyol, que va ocupar el càrrec de governador de Puerto Rico entre 1582 i 1593, així també com els de capità general i justícia major en l'arxipèlag. Va ser un dels tres governadors de Puerto Rico de més llarga durada com a governador de l'illa, ocupant aquest càrrec 11 anys, juntament amb Salvador Meléndez, de 1809 a 1820, i Miguel de la Torre, de 1822 a 1837).

## Biografia
Va néixer en el si d'una família hidalga, originària de Gijón i de Siero. Durant molt temps va ser Capità de l'Armada espanyola. No obstant això, va haver d'abandonar el càrrec quan va ser nomenat capità general de Puerto Rico pel rei d'Espanya. A més, el 27 de gener de 1582, va ser nomenat Alcaid-Capità de la fortalesa de Sant Joan en substitució del capità Juan de Céspedes, qui acabava de morir. En aquest càrrec polític, Ménendez rep 600 ducats anuals i la llicència per importar 40 esclaus negres. Pocs mesos després d'aquest nomenament, va ser convertit, el 18 de juny de 1582, en governador i Justícia Major de l'arxipèlag, establint-se en el càrrec al següent any.
Durant el seu mandat, Diego Menéndez de Valdés va enviar diversos informes a la Cort espanyola en els quals explicava l'escassa situació militar de l'arxipèlag, no tenint les suficients defenses per resistir atacs estrangers. Per aquesta raó, es va fundar a Espanya la Junta de Puerto Rico, que s'encarregava d'estudiar la problemàtica de la defensa amb la qual es trobaven les Grans Antilles i les ciutats riberenques del Carib. La insistència del governador sobre la defensa de Puerto Rico va impulsar a la Junta a construir, en 1587, el Castell del Morro, de la construcció del qual es va encarregar l'enginyer militar d'origen italià Juan Baptista Antonelli. Així, Menéndez, va treballar en l'ampliació i en la millora de les defenses de l'arxipèlag, especialment, en les de San Juan, mantenint i desenvolupant el castell del Moro.
Al març de 1593, Diego Menéndez de Valdés va ser substituït per Pedro Suárez Coronel com a governador de Puerto Rico i en aquest any mateix any Valdés va visitar la Cort de Madrid. Va morir a Puerto Rico en 1596.
Existeixen certes controvèrsies pel que fa al seu cognom. Alguns historiadors en diuen Méndez i altres Meléndez. Segons Cayetano Coll y Toste el cognom oficial és Menéndez.

## Vida personal
Es va casar amb Elena de Valdés, probablement cosina seva, amb qui va tenir diversos fills a Espanya. Després de ser nomenat governador de Puerto Rico, va establir la seva residència permanent allí, on els seus fills van tenir a molts descendents.

## Escrits
Va escriure diverses obres, entre elles:
- Descripció de la ciutat i port de Puerto Rico, manuscrit amb data de 21 de febrer de 1587.
- Descripció del mateix port i la seva fortificació, tractat datat el 10 de juliol de 1587.
- Relació dels ports de l'illa de Puerto Rico i dels de Cuba i Jamaica, on s'aixopluguen els corsaris, proposant mesures per terra i mar contra ells, manuscrit dirigit al president del Consell Real d'Índies.[3]